# ENKD1
ENKD1‏ (Enkurin domain containing 1) هوَ بروتين يُشَفر بواسطة جين ENKD1 في الإنسان.